# زاله‌هلتسلاند
زاله‌هلتسلاند (به آلمانی: Saale-Holzland-Kreis) یک ناحیه در آلمان است که در تورینگن واقع شده‌است.

## خصوصیات
زاله‌هلتسلاند  ۸۴٬۰۰۱ نفر جمعیت دارد.